# Xã Erie Goodman, Quận McDonald, Missouri
Xã Erie Goodman (tiếng Anh: Erie Goodman Township) là một xã thuộc quận McDonald, tiểu bang Missouri, Hoa Kỳ. Năm 2010, dân số của xã này là 2.207 người.